# Никогда не рано умирать
«Никогда не рано умирать» (англ. Never Too Young to Die) — американский кинофильм Джила Беттмана, выпущенный в 1986 году.

## Сюжет
Лэнс собирается отомстить за смерть отца, погибшего от рук коварного злодея Велвета фон Рагнара. Велвет задумал уничтожить Лос-Анджелес, лишив его воды. С помощью сексапильного агента Данджи Диринг Лэнс преследует фон Рагнара и разрушает его планы.

## В ролях
| Актёр            | Роль                          |
| ---------------- | ----------------------------- |
| Вэнити           | Данджа Диринг                 |
| Джон Стэймос     | Лэнс Старгроу                 |
| Джин Симмонс     | Каррузерс, Велвет фон Рагнар  |
| Джордж Лэзенби   | Дрю Старгроу                  |
| Питер Квон       | Клифф                         |
| Эд Брок          | Пирамида                      |
| Джон Андерсон    | Арлисс                        |
| Роберт Инглунд   | Райли                         |
| Рэнди Холл       | Минки                         |
| Брэнском Ричмонд | партнер Минки                 |
| Тара Бакмен      | принесённая в жертву панкетка |
| Кертис Тейлор    | Бартон                        |
| Джон Грин        | тренер Мэдсен                 |